# Epimecinus pullatus
Epimecinus pullatus là một loài nhện trong họ Desidae.
Loài này thuộc chi Epimecinus. Epimecinus pullatus được miêu tả năm 1906 bởi Eugène Simon.